# Bloomington (Minnesota)
Bloomington je páté největší město v americkém státě Minnesota v Hennepin County a třetí jádrové město metropolitní oblasti Minneapolis-St. Paul-Bloomington, MN-WI MSA. V roce 2010 zde žilo 82 893 obyvatel.

## Poloha
Město se nachází na severním břehu řeky Minnesota River nad soutokem s řekou Mississippi. Bloomington leží v centru jižní metropolitní oblasti, 16 km jižně od centra města Minneapolis. V roce 2010 zde žilo 82 893 obyvatel.